# 통가의 총리
통가의 총리(영어: Prime Minister of Tonga)는 통가 정부의 수반이다. 현재 통가의 총리는 아이사케 에케이며, 현재 재위 중인 군주는 투포우 6세이다.

## 개요
통가의 역대 총리 18명 중 총리직 이후에 군주로 세습된 총리는 투포우 4세와 투포우 6세로 2명이다.

## 역대 총리 목록
| 대                                   | 그림       | 이름                                   | 임기                                | 소속정당             | 군주        | 비고        |
| ------------------------------------ | ---------- | -------------------------------------- | ----------------------------------- | -------------------- | ----------- | ----------- |
| 1                                    |            | 테비타 융가 (1824-1879)                | 1876년 1월 1일 ~ 1879년 12월 18일   | 무소속               | 투포우 1세  | 임기중 사망 |
| 공석 (1879년 12월 18일 ~ 1881년 4월) |            |                                        |                                     |                      | 투포우 1세  |             |
| 2                                    |            | 셜리 발데마르 베이커 (1836-1903)       | 1881년 4월 ~ 1890년 7월             | 무소속               | 투포우 1세  |             |
| 3                                    |            | 시아오시 투쿠아오 (1854-1897)          | 1890년 7월 ~ 1893년                 | 무소속               | 투포우 1세  |             |
| 4                                    |            | 시오사테키 베이쿠뉴 (1853-1913)        | 1893년 ~ 1905년 1월                 | 무소속               | 투포우 2세  |             |
| 5                                    |            | 시아오시 펠레하케 (1842-1912)          | 1905년 1월                          | 무소속               | 투포우 2세  |             |
| 6                                    |            | 시온 마테이아로나 (1852-1925)          | 1905년 1월 ~ 1912년 9월 30일        | 무소속               | 투포우 2세  |             |
| 7                                    |            | 테비타 투이바카노 (1869-1923)          | 1912년 9월 30일 ~ 1923년 6월 30일   | 무소속               | 투포우 2세  |             |
| 7                                    | 투포우 3세 | 테비타 투이바카노 (1869-1923)          | 1912년 9월 30일 ~ 1923년 6월 30일   | 무소속               |             |             |
| 8                                    |            | 빌이아미 툰기 마에일피히 (1887-1941)   | 1923년 6월 30일 ~ 1941년 7월 20일   | 무소속               |             |             |
| 9                                    |            | 솔로몬 울라 아타 (1883-1950)           | 1941년 7월 20일 ~ 1949년 12월 12일  | 무소속               |             |             |
| 10                                   |            | 타우파하우 투포우 4세 (1918-2006)      | 1949년 12월 12일 ~ 1965년 12월 16일 | 무소속               |             |             |
| 11                                   |            | 파타페이 투아이 펠레에이크 (1922-1999) | 1965년 12월 16일 ~ 1991년 8월 22일  | 무소속               | 투포우 4세  |             |
| 12                                   |            | 바론 바에아 (1921-2009)                | 1991년 8월 22일 ~ 2000년 1월 3일    | 무소속               | 투포우 4세  |             |
| 13                                   |            | 아호에이투 투포우 6세 (1959- )         | 2000년 1월 3일 ~ 2006년 2월 11일    | 무소속               | 투포우 4세  |             |
| 14                                   |            | 펠레티 세벨레 (1944- )                 | 2006년 2월 11일 ~ 2010년 12월 10일  | 인권과 민주화 개혁당 | 투포우 4세  |             |
| 14                                   | 투포우 5세 | 펠레티 세벨레 (1944- )                 | 2006년 2월 11일 ~ 2010년 12월 10일  | 인권과 민주화 개혁당 |             |             |
| 15                                   |            | 시알 아타온고 카호 (1952- )            | 2010년 12월 10일 ~ 2014년 12월 30일 | 무소속               |             |             |
| 15                                   | 투포우 6세 | 시알 아타온고 카호 (1952- )            | 2010년 12월 10일 ~ 2014년 12월 30일 | 무소속               |             |             |
| 16                                   |            | 아킬리시 포히바 (1941-2019)            | 2014년 12월 30일 ~ 2019년 9월 12일  | 프렌들리 제도 민주당 | 임기중 사망 |             |
| -                                    |            | 세미시 시카 (1968- )                   | 2019년 9월 12일 ~ 2019년 10월 8일   | 프렌들리 제도 민주당 | 대행        |             |
| 17                                   |            | 포히바 투이운투아 (1951- )             | 2019년 10월 8일 ~ 2021년 12월 27일  | 인민민주당           |             |             |
| 18                                   |            | 시아오시 소발레니 (1970- )             | 2021년 12월 27일 ~ 2024년 12월 9일  | 무소속               |             |             |
| -                                    |            | 새미우 베이풀루 (1953- )               | 2024년 12월 9일 ~ 2025년 1월 22일   | 무소속               | 대행        |             |
| 19                                   |            | 아이사케 에케 (1951- )                 | 2025년 1월 22일 ~ 현재              | 무소속               |             |             |

## 같이 보기
- 통가
  - 통가의 정치
  - 통가의 군주